# Arvicanthis ansorgei
Arvicanthis ansorgei o rata sudanesa de la hierba, es una especie de roedor de la familia Murinae, género Arvicanthis. Habita al oeste de África, en Burkina Faso, Guinea-Bissau, Mali, Niger, Senegal y Sudán. Es una especie de hábitos terrestres que vive en praderas, sabanas y terrenos con arbustos de la región del Sahel y sabana sudanesa, al sur del desierto del Sahara. En muchos lugares se la considera una plaga para las cosechas.

## Especies similares
- Arvicanthis niloticus. Área de distribución más al norte que Arvicanthis ansorgei.[3]
- Arvicanthis rufinus. Área de distribución más al sureste que Arvicanthis ansorgei.